# نادي الغربان
نادي الغربان (بالإسبانية: Club de Cuervos) مُسلسل دراما كوميدية مكسيكي من إعداد غاري الازراكي ومايكل ليام. بدأ عرضه على نتفليكس منذ 7 أغسطس، 2015، ويعد أول إنتاجات نتفليكس الأصلية باللغة الإسبانية. تتمحور قصة المسلسل حول نادي الغربان لكرة القدم، نادي كرة قدم مكسيكي، من «المدينة الخيالية» توليدو الجديدة في المكسيك، بعد وفاة مالك ورئيس النادي سالفادور إغليسياس يتنافس الأخوين غير الشقيقين تشافا وإيزابيل على منصب مدير النادي.
صور المسلسل في مدينة باتشوكا في ولاية هيلداغو في المكسيك. حصل المسلسل على إستحسان النقاد وجدد لموسم ثان في 28 أكتوبر، 2015، بدأ عرضه في 9 ديسمبر، 2016. عرض المسلسل على نتفليكس باللغة الإسبانية مع إمكانية تشغيل الترجمة الإنكليزية أو العربية في البلدان العربية.

## قصة المسلسل
تدور أحداث المسلسل في مدينة توليدو الجديدة (مدينة خيالية) حول نادي الغربان لكرة القدم، فريق كرة قدم مكسيكي يعاني من مشاكل عدة، بعد وفاة رئيس ومالك النادي سالفادور إغليسياس، يتنافس الأخوان تشافا وإيزابيل على منصب رئيس النادي.

## الحلقات

### نظرة عامة
| الموسم | الموسم | عدد الحلقات | تاريخ البثّ     |
| ------ | ------ | ----------- | -------------- |
|        | 1      | 13          | 7 أغسطس، 2015  |
|        | 2      | 10          | 9 ديسمبر، 2016 |

## الممثلين والشخصيات

### شخصيات رئيسية
- لويس جيراردو مينديز بدور – سالفادور «تشافا» إغليسياس؛ بعد وفاة والده يُنصب رئيساً للنادي من قبل مجلس الإدارة، بعدها تتوتر الأمور مع أخته الكبرى غير اللاشقيقة وتنافسهما على منصب إدارة النادي، في الموسم الثاني وبعد تصرفاته المتهورة يصوت مجلس الإدارة على تجريد تشافا من منصبه.
- ماريانا تريفينيو بدور – إيزابيل إغليسياس ريينا؛ أخت «تشافا» غير الشقيقة وابنة سالفادور الكبرى، ذو خبرة كبيرة في مجال الرياضة وإدارة النادي تسعى للحصول على منصب رئيسة النادي.
- ستيفاني كايو بدرو – ماري لوز سولاري؛ زوجة سالفادور السابقة، ذو ماض غامض، تدعي بأنها حامل بابن سالفادور إغليسياس.
- دانييل خيمينيز كاتشو بدور – فيليكس دومينغو؛ نائب الرئيس والمدير الفني للنادي، يترك نادي الغربان بسبب مضايقات تشافا وتدخله في شؤون النادي ويذهب إلى فريق منافس.
- أنتونيو ديلا فيغا بدور – رافاييل ريينا؛ حارس مرمى نادي الغربان السابق وزوج إيزابيلا إغليسياس، لفترة وجيزة يدرب نادي الغربان بعد أن طرد تشافا المدرب غويو.
- لانيس غييرو بدور – موزيس سواريز؛ لاعب هجوم وكابتن نادي الغربان، وصديق تشافا المقرب. يترك نادي الغربان ويذهب إلى اليونان بعد مجيْ المحترف الإسباني أنتوني كاردونيه.

### شخصيات ثانوية
- واكين فيريرا بدور – بورتو؛ لاعب هجوم أرجنتيني
- هوزيه رودريغيز بدور – هوزيه
- أندريس مونتيل بدور – فيكتور فالديز
- صوفيا سيسنيغا بدور – باتي فيلا
- خوان بابلو دي سانتياغو بدور – توني ألفاريز
- لويس فيرناندو باديا – بيتو
- إيلين يانيز بدور – خيمينا سواريز
- غيتيمبيرغ بريتو بدور – ريو
- أوسكار أوليفاريز بدور – سوزانيتا
- كلاوديا فيغا بدور – السيدة إغليسياس؛ زوجة سالفادور إغليسياس الأب
- غوستافو غانيم بدور – العم لويس
- صوفيا نينيو دي ريفيرا بدور – إيميليا
- جوناثان ليفيت بدور – والتر بازار
- دانييل هويرتا بلاتا بدور – لي بولي

### شخصيات متكررة
- أراب بيتكي بدور – خوان بابلو إغليسياس؛ أبن عم إيزابيل وتشافا
- إميليو غيريرو بدو – غويو؛ مدرب نادي الغربان السابق؛ يترك النادي بسبب مضايقات تشافا
- خيسوس زافالا بدور – هوغو سانشيز؛ مساعد تشافا الشخصي
- ريتشي ميستري بدور غييو؛ أحد أصدقاء تشافا
- ألوسيان فيفانكوس بدور – آيتور كاردونيه؛ لاعب كرة قدم إسباني مشهور، التقاه تشافا في ميامي، يلعب لصالح نادي الغربان بعد أن اشتراه تشافا مقابل $30 مليون دولار
- كارلوس بارديم بدور – إليسيو كاناليس؛ رجل أعمال مهم يسيطر على عقود العديد من اللاعبين

## الإستقبال
حصل مسلسل نادي الغربان على إستحسان النقاد. حيث حصل الموسم الأول على تصنيف 80% بالمئة على موقع الطماطم الفاسدة.
| الموسم | عدد الحلقات | تاريخ العرض   | تصنيف الطماطم الفاسدة |
| ------ | ----------- | ------------- | --------------------- |
| 1      | 13          | 7 أغسطس، 2015 | %80                   |

## وصلات خارجية
- نادي الغربان على موقع IMDb (الإنجليزية)
- نادي الغربان على موقع روتن توميتوز (الإنجليزية)
- نادي الغربان على موقع نتفليكس (الإنجليزية)
- نادي الغربان على موقع فيلمافينيتي (الإسبانية)
- نادي الغربان على موقع كينوبويسك (الروسية)
- نادي الغربان على موقع قاعدة بيانات الفيلم (الإنجليزية)